# Natsume Yūjin-chō
Natsume Yūjinchō (夏目友人帳 Cuốn sách về những người bạn của Natsume) là một bộ manga của mangaka Midorikawa Yuki, xuất bản tại Nhật Bản bởi Hakusensha. Nhà xuất bản Trẻ mua bản quyền và phát hành manga bằng tiếng Việt tại Việt Nam với nhan đề Natsume's Book of Friends.
TV series anime Natsume Yūjinchō được dựa theo loạt drama CDs được sản xuất bởi Brain's Base được phát sóng trên TV Tokyo (mùa 1 - 4) và Shuka (mùa 5 trở đi) vào năm 2008, 2009, 2011, 2012, 2016 và 2017. Mùa thứ bảy đã được công bố vào năm 2023 và sẽ ra mắt vào năm 2024. Hai bộ phim điện ảnh anime, Gekijōban Natsume Yūjin-Chō: Utsusemi ni Musubu và Natsume Yūjin-Chō: Ishi Okoshi to Ayashiki Raihōsha, được chiếu rạp lần lượt vào năm 2018 và 2021. Bốn mùa đầu tiên của anime đã được NIS America cấp phép cho một bản phát hành ở Bắc Mỹ vào năm 2012 và phát hành trên video gia đình bằng tiếng Nhật với phụ đề tiếng Anh. Bộ anime cũng đã được phát trực tuyến bởi Crunchyroll.

## Nội Dung
Là câu chuyện kể về Natsume Takashi. Natsume mồ côi cha mẹ từ nhỏ nên được nhận nuôi bởi họ hàng nhưng vì cậu có khả năng đặc biệt là có thể nhìn thấy yêu quái "yokai" nên cậu thường hay phải chuyển nhà, bị họ hàng xa lánh, bị người khác sợ hãi và đồng thời cậu cũng thu hút nhiều yêu ma quanh mình.
Natsume Reiko, bà của Natsume cũng nhìn thấy được yokai. Người có thể điều khiển yokai thông qua "Hữu nhân sổ". Ở đây cậu cũng gặp được Natori, một thầy trừ yêu, người rất tốt với cậu và luôn muốn cậu làm "đồng minh" của mình. Cùng những người bạn khác trong số họ cũng có những người biết về yokai. Trong lúc đó, cậu lúc nào cũng được bảo vệ bởi một yêu quái hùng mạnh Madara, dưới hình dạng một con mèo may mắn của Nhật. Mục đích của Madara là có được "Hữu nhân sổ" với điều kiện là khi Natsume chết... Và dần dần cậu nhận ra con người của bà mình qua những lần trả tên cho các yêu quái mà Reiko đã thắng được chúng. Và cái chết bí ẩn của bà mình...
"Con người hay yêu quái, trong tận thâm tâm cả hai đều giống nhau. Rằng nỗi cô đơn luôn khiến ta sợ hãi"

## Nhân vật
Natsume Takashi (夏目 貴志 Hạ Mục Quý Chí)
Lồng tiếng bởi: Hiroshi Kamiya, Ayumi Fujimura (lúc bé)
Nhân vật chính, cậu giống như bà ngoại đã qua đời từ lâu của mình, Reiko, có khả năng nhận thức và nhìn thấy yokai / ayakashi. Chính từ Reiko, Takashi đã kế thừa "Hữu Nhân Sổ".
Vì Takashi rất giống bà ngoại quá cố của mình, Reiko (cả về ngoại hình và sức mạnh tâm linh), yokai thường xuyên nhầm cậu với bà, thường đuổi theo cậu mãnh liệt.
Khi phát hiện ra Hữu Nhân Sổ, bị thúc đẩy bởi sự tò mò và tận tâm—đã quyết định tự mình chịu trách nhiệm, trả lại tên của hàng chục ayakashi: và khi làm như vậy, cậu tìm hiểu thêm về bà của mình và mối liên hệ tâm linh mà họ đã chia sẻ. Cậu còn nhận sự giúp đỡ bởi yōkai Madara đáng gờm (người mà cậu hay gọi là "Nyanko-sensei": có ngoại hình giống Mèo thần tài của xứ Nhật và chức danh tự xưng là "vệ sĩ"), người mà cậu đã hứa sẽ đưa cho Hữu Nhân Sổ nếu cậu qua đời.
Natsume đã là trẻ mồ côi; mẹ cậu (con gái ngoài giá thú của Reiko) đã qua đời khi sinh ra cậu mười sáu năm trước, và cha qua đời khi cậu còn rất nhỏ, để lại cậu được nhận nuôi từ họ hàng xa sang họ hàng nội: phần lớn họ cho rằng hành vi cậu "kỳ quặc", "đáng sợ" mà họ không mong đợi ở một đứa trẻ có khả năng nhìn thấy những sinh vật mà người khác không thể nhìn thấy. Đằng sau nụ cười xa xăm thường trực của Takashi là che giấu một tuổi thơ lo lắng và xấu hổ: phải chịu đựng những người gọi cậu là đứa nói dối hoặc coi cậu chỉ là người muốn thu hút sự chú ý. Natsume cuối cùng được nhận nuôi bởi gia đình Fujiwara, một cặp vợ chồng trung niên ở bên gia đình người cha quá cố của cậu. Natsume yêu họ và không muốn gây rắc rối nên cậu giữ vấn đề 'nhìn thấy yokai' này cho riêng mình. Là cháu duy nhất và là hậu duệ của Reiko khét tiếng, sức mạnh tâm linh bẩm sinh của cậu khá to lớn, cho phép cậu thực sự vô hiệu hóa và/hoặc thanh tẩy yokai chỉ bằng một cú đấm, cũng như biết xem con người có bị chiếm hữu hay không.
Takashi được tác giả bộ truyện, Yuki Midorikawa, mô tả là "một cậu bé đang cố gắng trở thành một người tử tế."
Madara (斑) "Nyanko-sensei" (ニャンコ先生)
Lồng tiếng bởi: Kazuhiko Inoue, Sanae Kobayashi (Nữ sinh trung học)  
Một inugami bí ẩn. Madara bị phong ấn trong một ngôi đền cho đến khi được Takashi vô tình giải thoát. Vì Madara bị mắc kẹt trong hình dạng vật chất quá lâu nên Madara thường mang hình dạng của một maneki neko (mèo thần tài), khiến Takashi đặt biệt danh cho ông là Nyanko-sensei. Trong hình dạng này, những người khác có thể nhìn thấy ông, dẫn đến việc Takashi phải hỏi gia đình Fujiwara liệu cậu ta có thể nuôi ông làm thú cưng hay không. Ông là một ayakashi mạnh mẽ, người bảo vệ Takashi khỏi những yokai khác và thỉnh thoảng dạy Natsume các phép thuật, để đáp lại lời hứa của Takashi sẽ đưa cho ông ta Hữu Nhân Sổ khi cậu chết, vì vậy Madara thường phàn nàn khi Takashi trả lại tên của các yokai khác, nói rằng điều này sẽ không còn gì trong Hữu Nhân Sổ khi Natsume chết. Họ thường xuyên gây lộn và kết quả Natsume hay đấm vào mặt Madara. Nhưng khi câu chuyện tiến triển, Madara có cảm tình với Natsume. Mặc dù phản đối việc không phải là mèo nhưng ông vẫn thích chơi với đồ chơi dành cho mèo. Thiết kế của Nyanko dựa trên bức tượng mèo may mắn mà Midorikawa được tặng khi còn nhỏ. Ông khá là phàm ăn và thích uống rượu sake.
Nhiều lần trong manga, các nhân vật khác gọi Madara là 'heo' vì hình dạng tròn trịa của ông giống maneki-neko, điều này khiến ông vô cùng khó chịu. Madara được cho là đã có mối quan hệ thân thiết với Reiko trong cả thời thiếu niên và thanh niên cho đến khi cô qua đời sớm dưới gốc cây, điều này được cho là một trong những lý do khiến ông hài lòng trở thành bạn đồng hành yokai của Natsume cho đến cuối đời.
Natsume Reiko (夏目 レイコ Hạ Mục Linh Tử)
Lồng tiếng bởi: Sanae Kobayashi
Bà ngoại quá cố của Takashi (hầu hết hình bóng bà chỉ xuất hiện trong những hồi ức xưa kia của người hay yokai nào đó) người mà cậu thừa hưởng khả năng tâm linh hiếm có để nhìn và nghe thấy yokai cũng như trục xuất hoặc phong ấn chúng. Khi Reiko còn là một cô gái trẻ, bà bị mọi người coi là kẻ lập dị vì khả năng của mình. Vì bà tin rằng không con người nào có thể hiểu được mình nên đã tìm đến các yokai để bầu bạn và giết thời gian. Reiko có sức mạnh phi thường, và vì vậy bà dễ dàng bắt nạt hàng trăm yokai phải vâng lời mình bằng cách chơi trò chơi với họ hoặc thậm chí chỉ sử dụng gậy bóng chày hoặc chổi để chống đỡ chúng bất cứ khi nào bà chọn không thể hiện sức mạnh tâm linh bẩm sinh của mình. Nếu họ thua, Reiko sẽ bắt yokai khai tên để làm bằng chứng cho lòng trung thành của họ với bà. Reiko đã thu thập những cái tên nói trên trong Hữu Nhân Sổ hàng chục năm tuổi của mình và ra lệnh cho hầu hết các yokai tuân theo mọi ý muốn của bà, ngoại trừ Madara, người mà bà có vẻ khá thân thiết. Không như Natsume hay ủ rũ, bà rất năng động và khó hiểu.
Madara nói rằng bà có cách cư xử cẩu thả trên bàn ăn và rất hay quên. Reiko chết khi còn trẻ dưới gốc cây, ở độ tuổi hai mươi hoặc ba mươi, vì vậy không ai nhớ đến bà, đó là điều bà mong muốn. Di sản và danh tiếng của bà trong thế giới yokai/ayakashi vẫn còn mạnh mẽ vì sức mạnh tâm linh bẩm sinh của bà là nỗi sợ hãi và vô cùng hấp dẫn đối với cả yōkai và các nhà trừ tà, đó là lý do tại sao họ rất quan tâm đến đứa cháu (Natsume) duy nhất của bà sở hữu sức mạnh giống hệt nhau.

### Nhân vật phụ
Tanuma Kaname (田沼 要 Điền Chiêu Yếu)
Lồng tiếng bởi: Kazuma Horie
Một học sinh khác mới chuyển đến. Anh ốm yếu và khá dễ mắc bệnh tật. Giống như Natsume, anh có thể phát hiện ra các yokai, nhưng ở mức độ thấp hơn chỉ giới hạn trong việc nhìn thấy những cái bóng đơn thuần và cảm nhận được sự hiện diện nhẹ của chúng. Anh muốn giúp đỡ Natsume bằng mọi cách có thể nhưng lại sợ rằng mình sẽ chỉ trở thành gánh nặng vì năng lực yếu kém của mình. Anh trở thành người bạn đồng hành thân thiết, thậm chí còn biết Natsume có thể nhìn thấy yokai và luôn giúp đỡ cậu ta bất cứ khi nào Natsume gặp khó khăn.
Taki Tōru (多軌 透 Đa Quỹ Thấu)
Lồng tiếng bởi: Rina Satō
Một học sinh mới chuyển đến trường hiếm khi nói chuyện vì lời nguyền mà một yokai đã đặt lên cô, lời nguyền này sau đó Natsume đã giúp cô phá bỏ. Cô là một âm dương sư (onmyouji); cô không thể nhìn thấy yokai nếu không ở trong vòng tròn ma thuật mà cô vẽ. Taki, giống như Tanuma, muốn giúp đỡ Takashi bằng mọi cách có thể. Cô có một người anh trai đang học đại học và thẳng thừng từ chối tin rằng yokai còn tồn tại.
Sasada Jun (笹田 純)
Lồng tiếng bởi: Miyuki Sawashiro
Lớp trưởng mà lớp Natsume đang học. Sasada tin rằng Takashi có thể nhìn, nghe thấy và chiến đấu với các yokai, mặc dù cậu liên tục phủ nhận điều này với cô. Trước sự thất vọng của Natsume, cô thường xuyên cố gắng đi theo cậu khi cậu đi đâu đó liên quan đến yokai. Cô là một nhân vật thường xuyên xuất hiện trong anime; trong manga, cô hiếm khi được nhìn thấy sau cuộc chạm trán với Shigure do chuyển đến trường khác từ công việc mới của cha dượng.
Natori Shuuichi (名取 周一 Danh Thủ Chu Nhất)
Lồng tiếng bởi: Akira Ishida, Fuyuka Oura (trẻ)
Một người cũng có thể nhìn thấy yokai. Anh là một diễn viên và nhà trừ tà nổi tiếng và có một vết bớt con thằn lằn di chuyển khắp cơ thể. Anh có khả năng điều khiển búp bê giấy (Shikigami) và có ba yokai dưới quyền mình. Natsume thường không đồng tình với các phương pháp trừ tà cưỡng bức của anh. Khi Natori lần đầu tiên được giới thiệu, anh rất ghét các yokai vì tuổi thơ khủng khiếp. Tuy nhiên, sau khi gặp Natsume, anh dần dần dịu dàng hơn dù cách thức của anh cũng không khác mấy. Khi ở cùng Natsume, Natori ngày càng lo lắng cho sức khỏe của cậu, vì anh nghĩ Natsume quá mềm yếu và liều lĩnh khi liên quan đến những người trừ tà khác hoặc những yokai có mục đích xấu. Anh thừa nhận rằng cậu có thể mạnh hơn mình rất nhiều hoặc thậm chí là những người mạnh nhất của gia tộc Matoba bất chính. Trong tập cuối của mùa thứ sáu, cuối cùng anh cũng được Natsume kể về Reiko và Hữu Nhân Sổ của bà, anh cho rằng một cổ vật (ý chỉ Hữu Nhân Sổ) mạnh mẽ nhưng nguy hiểm như vậy sẽ tốt hơn nếu đốt cháy nhưng vẫn giữ sự tồn tại của nó vì lợi ích của Natsume.
Kitamoto Atsushi (北本 篤史 Bắc Bản Đốc Sử) và Nishimura Satoru (西村 悟 Tây Thôn Ngộ)
Lồng tiếng bởi: Hisayoshi SUganuma và Ryōhei Kimura  
Bạn cùng lớp của Natsume. Kitamoto là một người nhạy cảm và lý trí, trong khi Nishimura vui tính và dễ gần, có chút biến thái. Mặc dù ban đầu Natsume từ chối lời đề nghị kết bạn của họ vì lo sợ khả năng của mình bị phát hiện, nhưng cuối cùng cậu vẫn trở thành bạn với cả hai, họ vẫn chơi thân với nhau nhiều hơn Natsume. Nishimura thích Taki nhưng lại nghĩ rằng cô và Natsume đang hẹn hò.
Fujiwara Tōko (藤原 塔子 Đằng Nguyên Tháp Tử) và Fujiwara Shigeru (藤原 滋 Đằng Nguyên Tư)
Lồng tiếng bởi: Itō Miki và Itō Eiji
Cặp vợ chồng trung niên không có con và cha mẹ nuôi hiện tại của Natsume. Shigeru là em họ thứ hai của người cha đã khuất của Natsume, và khi ông còn là cậu bé đã từng gặp Reiko mà không nhận ra đó là bà. Cả dì Touko và chú Shigeru đều đảm bảo với Takashi rằng họ coi cậu như một phần của gia đình, không nghi ngờ cậu hay xa lánh như những họ hàng khác đã nuôi nấng cậu. Cả hai thường xuyên lo lắng cho cậu, mong cậu được hạnh phúc nhất có thể. Mặc dù vậy, Natsume đã cố gắng hết sức để che giấu khả năng của mình với họ. Dần dần, Natsume hiểu rằng việc mình giữ khoảng cách với gia đình Fujiwara, bao gồm cả việc luôn xưng hô với họ một cách trang trọng, đang ngăn cản cậu hình thành những gắn bó gần gũi giữa con người với nhau. Mặc dù vậy, cậu vẫn lo sợ bị chối từ vì khả năng tâm linh ngày càng phát triển của mình.
Seiji Matoba (的場 静司, Matoba Seiji)
Lồng tiếng bởi: Junichi Sawabe
Người đứng đầu gia tộc Matoba. Là một anh chàng lạnh lùng, Seiji là một nhà trừ tà không ngại hy sinh những yokai vô tội để đạt được mục đích của mình. Mặc dù anh ta muốn yokai mạnh hơn để bảo vệ con người, anh sẽ không ngần ngại làm tổn thương bất cứ ai cản đường. Người ta thường thấy anh được trang bị cung tên, thứ mà anh sử dụng để trừ yêu quái. Có một vết sẹo trên mắt phải của anh được che bởi một miếng băng bịt mắt với một câu thần chú trên đó. Sau cuộc chạm trán đầu tiên với Natsume, anh rất quan tâm đến cậu ta, và thậm chí sau đó còn đề nghị cậu gia nhập gia tộc Matoba.
Hinoe  (ヒ ノ エ)
Lồng tiếng bởi: Akemi Okamura
Một yokai mạnh mẽ có hình dạng một người phụ nữ tóc xanh. Cô yêu Reiko (bà của Natsume) đến điên cuồng. Là người hiểu biết về yokai, cô thường đóng vai trò cung cấp thông tin mọi thứ về yokai cho Natsume. Hinoe thích trêu chọc Natsume và Madara.
Misuzu (三 篠)
Lồng tiếng bởi: Takaya Kuroda
Một yokai mặt ngựa to lớn mạnh mẽ. Ông thừa nhận rằng Natsume là người xứng đáng nắm giữ "Hữu Nhân Sổ" và tự đề nghị mình làm vệ sĩ của Natsume thay cho Madara "vô dụng".
Kogitsune (子狐)
Lồng tiếng bởi: Akiko Yajima
Một yêu quái cáo mồ côi có hình dạng là một cậu bé với đôi tai và đuôi cáo. Cậu trở thành bạn với Natsume sau khi được giải cứu khỏi bọn yêu quái bắt nạt.
Chobihige (ちょびひげ)
Lồng tiếng bởi: Chō
Một linh hồn có đầu to với bộ ria mép nhỏ và mặc yukata màu xanh nhạt. Ông ta đeo một chiếc lược mà mình đã đánh mất và được thay thế bằng một chiếc lược nạm vảy rồng mà Natsume đã làm cho ông. Hình dạng thực sự của ông là một con rồng.

### Yōkai
Hishigaki (ひしがき)
Lồng tiếng bởi: Kimiko Saitō
Yokai đầu tiên xuất hiện trong sê-ri. Cô là một yokai hiền lành và tốt bụng. Trước khi gặp Reiko, cô ấy rất cô đơn.
Tsuyukami (露神)
Lồng tiếng bởi: Takeshi Aono
Là một yokai được nhiều người trong quá khứ coi là Thần Sương. Kích thước của Tsuyukami phụ thuộc rất nhiều vào những người tôn thờ ông. Ông luôn nói với giọng nhẹ nhàng, thích quan sát thời tiết và tìm thấy niềm vui trong nhiều thứ cũng như thể hiện sự hài hước (tức là cười nhạo hình dạng con mèo nhỏ bé của Madara).
Susugi (ススギ)
Lồng tiếng bởi: Hiroki Yasumoto
Là một yokai có tên được gắn với tên của Tsuyukami trong Hữu Nhân Sổ. Trong quá khứ, anh đi từ làng này sang làng khác trong bóng tối, để đổi lấy thức ăn, anh rửa bát cho người dân.
Shigure (時雨)
Lồng tiếng bởi: Hiroshi Tsuchida
Là một vị thần may mắn trẻ tuổi, người đã trở thành ác linh sau khi bị một thương gia tham lam bắt và giam cầm trong quá khứ. Mặc dù vậy, anh không gây ra tổn hại chết người cho những người vô tình tiếp cận mình. Anh nói rằng chỉ có Reiko và Sasada là không sợ anh.
Santo (さんと)
Lồng tiếng bởi: Yoshiyuki Hirai
Là một yokai có đầu óc đơn giản, người chỉ mong muốn làm hòa với người bạn thân nhất của mình, Mikuri. Do một số hiểu lầm, điều này không hề dễ dàng với Santo nên đã nhờ đến sự giúp đỡ của Natsume vì Reiko đã qua đời.
Mikuri (みくり)
Lồng tiếng bởi: Tetsuya Yanagihara
Là bạn thân nhất của Santou, người cuối cùng đã bị chiếm hữu bởi một thế lực tà ác ở khu vực quê hương đầm lầy Kiriganuma của Mikuri.
Tsubame (燕)
Lồng tiếng bởi: Ryoka Yuzuki
Là yokai chim én sống ở ngôi làng ngập nước Futaba, gần con đập. Trong hình dạng thật, giống như tên của cô, là linh hồn của một con én. Khi ở dạng con người, cô ấy có mái tóc ngắn xù màu nâu nhạt. Tính cách cô tốt bụng, khiêm tốn và chu đáo.
Tarusaru (垂申)
Lồng tiếng bởi: Akimitsu Takase
Là một yokai trên danh nghĩa, bình thường ông ta có kích thước con người. Hình dạng thật là một con sói khổng lồ, rất giống hình dạng thật của Madara, chỉ có bộ lông sẫm màu hơn. Có tính cách vui tươi, Tarusaru thích các lễ hội và tụ tập. Ông quyết định giúp đỡ Natsume vì tò mò.
Hotaru (ホタル)
Lồng tiếng bởi: Houko Kuwashima
Là yokai đom đóm trong quá khứ có tình bạn sâu sắc với Akifumi, một con người mà cô yêu. Không giống như một số yokai, Hotaru không độc ác và khá thân thiện, thể hiện sự điềm tĩnh.
Akagane (アカガネ)
Lồng tiếng bởi: Atsushi Imaruoka
Là vệ sĩ của Asagi.
Asagi (アサギ)
Lồng tiếng bởi: Mamiko Noto
Là một người chơi đàn koto trong rừng Isozuki cho thần Mibu-sama. Cô ấy xinh đẹp, dịu dàng và tốt bụng cũng như rất quan tâm đến người bạn Akagane của mình.
Yokai phong ấn tà ác (印使いの邪鬼)
Lồng tiếng bởi: Tadashi Miyazawa
Là một yokai to lớn màu đen chịu trách nhiệm đặt dấu ấn nguyền rủa trên cánh tay trái của Natsume.
Benio (紅峰)
Lồng tiếng bởi: Misa Watanabe
Là một yokai có trang trí hình con bướm che nửa bên phải khuôn mặt. Cô ngưỡng mộ hình dáng lộng lẫy của Madara nhưng lại hoang mang khi nhìn thấy ông trong hình dạng con mèo. Cô nhận thấy sự khác biệt trong tính cách giữa Reiko và đứa cháu duy nhất của bà là Natsume. Benio kiêu hãnh nhưng lại quan tâm đến người khác.
Riou (リオウ, Riō)
Lồng tiếng bởi: Masaya Matsukaze
Là chúa tể của khu rừng và là một yokai mạnh mẽ xuất hiện trước mặt Natsume với tư cách là một maneki neko sau khi bị một nhà trừ tà phong ấn. Anh yêu con người và từng mang hình dạng con người để có thể nói chuyện với họ.
Gen (玄)
Lồng tiếng bởi: Hiroyuki Yoshino
Cùng với Sui là thần hộ mệnh của khu rừng ở Shibano cho đến khi họ bị chia cắt bởi những con người giận dữ đổ lỗi cho họ vì mùa màng thất bát.
Sui (翠)
Lồng tiếng bởi: Ayahi Takagaki
Bảo vệ khu rừng cùng với Gen. Một yokai có trái tim dịu dàng bị đầu độc bởi sự oán giận và hành động dại dột của những kẻ đã phá hủy bức tượng của cô.
Sumie (スミエ)
Lồng tiếng bởi: Takako Honda
Là một nữ yokai bị phong ấn vì bản chất xấu xa của mình.
Tama (タマ, Tama)
Lồng tiếng bởi: Sayaka Aoki
Là một yokai nở ra từ quả trứng mà Nyanko-sensei và Natsume chăm sóc. Nó thuộc loài Tatsumi, tương tự như rồng. Trung thành và tốt bụng, mặc dù không thể nói được ngôn ngữ của con người nhưng dường như Natsume vẫn hiểu được từng từ khi nó 'nói'.
Kirinoha (霧葉)
Lồng tiếng bởi: Yuka Terasaki
Là một yokai cả tin đã bị Reiko lừa 50 năm trước. Cậu mơ ước được tận mắt nhìn thấy biển nhưng vì sinh ra trong rừng nên cậu không được phép rời đi.
Yōkai trên cành cây (額傷の妖怪)
Lồng tiếng bởi: Takayuki Sugō
Yokai Cây, chưa được tiết lộ tên, là một yokai sống trên một cái cây mọc bên cạnh con đường mà Natsume từng đi bộ đến trường khi cậu còn nhỏ. Cậu chính là người đã đặt cho cô cái tên "yêu quái cây". Vì cô ấy sống trên cây nên cô thường cảm thấy buồn chán. Để thỏa mãn sự chán nản của mình, cô thường trêu đùa người đi bộ qua cái cây trong phần lớn thời gian.
Sasafune (笹舟)
Lồng tiếng bởi: Ryo Hirohashi
Là một yokai nàng tiên cá, cô ghét con người vì họ săn lùng đồng loại của cô để ăn thịt họ và đạt được sự bất tử. Trong quá khứ, cô cảm thấy bị phản bội bởi Chizu Sakanaka, một cô bé mà cô kết bạn vì một sự hiểu lầm.
Miya (巳弥)
Lồng tiếng bởi: Yuu Sugimoto
Là một yokai và là chủ nhân thực sự của bức tranh vẽ cây hoa anh đào được Natsume mua ở chợ trời. Cô tin rằng nó chứa đựng linh hồn của Yasaka, một người đàn ông mà cô thường nói chuyện trước đây, nhưng không xuất hiện, ẩn mình giữa những cành hoa anh đào.
Karime (カリメ)
Lồng tiếng bởi: Ryūsaku Chiziwa
Là một yokai trong nhà Fujiwara mà Reiko đã trừ tà khi Shigeru Fujiwara (chú của Natsume) còn nhỏ. Nó tham lam và độc ác.
Kai (カイ)
Lồng tiếng bởi: Junko Takeuchi
Là thần sông của vùng núi gần đó. Cô đơn trên núi, anh xuống sống cùng con người, cư xử như một đứa trẻ bình thường. Khi còn là con người, anh lấy tên là Kai Ishio (石尾カイ, Ishio Kai). Anh rất yêu mến Natsume nên khi anh quay lại núi một lần nữa, Kai đã để lại món quà chia tay là một chiếc chuông gió thần thánh treo trên cửa sổ nhà Natsume.

### Con người
Hana (ハナ)
Lồng tiếng bởi: Michie Kita
Bà là người duy nhất còn tôn thờ Tsuyukami (Thần Sương).
Taniozaki (谷尾崎)
Lồng tiếng bởi: Satoshi Tsuruoka
Anh đã từng sống ở làng Futaba cũng như đã chăm sóc Tsubame mà không biết danh tính thực sự của cô ấy.
Akifumi Sugino (杉野 章史)
Lồng tiếng bởi: Kenji Hamada
Là một người đàn ông có thể nhìn thấy yokai khi còn bé. Một ngày nọ, ông gặp Hotaru và yêu cô, nơi họ dành cả ngày vui chơi gần hồ. Nhưng ngay cả sau khi mất khả năng nhìn thấy yokai, ông vẫn tiếp tục đến hồ để tìm Hotaru một lần nữa.
Tamiko (民子)
Lồng tiếng bởi: Sawa Ishige
Là bé gái sống gần nhà Sasada, một bé gái cô đơn luôn có cha mẹ vắng nhà ở nhà.
Nanase (七瀬)
Lồng tiếng bởi: Mika Doi, Yoriko Nagata (trẻ)
Bà là thành viên lớn tuổi của gia tộc Matoba, giữ vai trò thư ký và trợ lý của người đứng đầu hiện tại. Bà có vẻ khôn ngoan nhưng độc ác (đặc biệt là với yokai).
Chizu Sakanaka (坂中千津, Sakanaka Chizu)
Lồng tiếng bởi: Ikuko Tani
Là bà chủ quán trọ nơi Natsume, Kitamoto và Nishimura ở lại qua đêm. Nhà trọ nằm có nhiều ao bao quanh, nơi địa phương còn nổi tiếng với truyền thuyết về nàng tiên cá.
Yasaka (八坂)
Lồng tiếng bởi: Kenji Nojima
Xuất thân từ một gia đình danh giá, Yasaka thể chất yếu hơn hầu hết đàn ông. Vì vậy, anh dành thời gian một mình, đọc sách và trau dồi kỹ năng văn chương của mình cho tới một ngày nọ, trong mùa hoa anh đào nở, anh gặp một yokai tên Miya.
Katsumi Shibata (柴田 克己, Shibata Katsumi)
Lồng tiếng bởi: Yoshimasa Hosoya
Là bạn học cũ của Natsume ở trường tiểu học. Tuy nhiên khi lần đầu tiên xuất hiện, Natsume không nhớ anh là ai. Shibata là một trong số ít người biết rằng Natsume có thể nhìn thấy yokai, mặc dù khi còn nhỏ anh không tin điều đó.
Cha của Takashi (夏目の父)
Lồng tiếng bởi: Katsuyuki Konishi
Anh là chồng của mẹ (chưa biết tên) Takashi Natsume và là con rể của Reiko Natsume. Vợ anh qua đời ngay sau khi con trai họ chào đời, vì vậy anh đã một mình nuôi con trong vài năm cho đến khi chính mình cũng qua đời. Lần đầu tiên anh xuất hiện cùng vợ trong bức ảnh duy nhất mà con trai họ có, và sau đó là trong những đoạn hồi tưởng. Từ khi còn nhỏ, những gì Natsume nhớ về anh dường như là một người đàn ông tốt bụng và một người cha yêu thương.

## Phát triển
Midorikawa đã tạo ra Natsume Yūjin-chō dưới dạng một tập dài kỳ cho một tạp chí manga xuất bản hai tháng một lần, để mỗi chương là một câu chuyện có thể đọc riêng. Do việc viết một câu chuyện ma trước đó mà một biên tập viên đã yêu cầu cô sửa lại để thêm vào sự lãng mạn hơn cô muốn ban đầu, Midorikawa đã đặc biệt tạo ra Natsume Yūjin-chō như một câu chuyện siêu nhiên với ít lãng mạn hơn, chứa đựng những yếu tố siêu nhiên, những yếu tố khuấy động trí tưởng tượng của độc giả giống như cách những câu chuyện về yokai và các vị thần địa phương đã khuấy động cô khi lớn lên ở một vùng nông thôn. Đối với câu chuyện cơ bản, cô muốn viết về một cậu bé và người giáo viên không phải con người, và đưa vào yếu tố phi lý là bà của cậu bé trong bộ đồng phục học sinh.
Đây là bộ truyện đầu tiên Midorikawa viết trong đó nhân vật chính cũng là nhân vật trung tâm. Midorikawa cho rằng với tư cách là một nhân vật, Takashi gần như tệ như cô trong việc bày tỏ suy nghĩ của mình, điều này khiến cô phải sử dụng nhiều lời độc thoại nội tâm hơn mức cô thấy thoải mái với một nhân vật nam.

## Truyền thông

### Manga
Được viết và minh họa bởi Yuki Midorikawa, Natsume Yūjin-chō được xuất bản lần đầu trên tạp chí shoujo manga LaLa DX của Hakusensha từ ngày 10 tháng 6 năm 2003, đến ngày 10 tháng 4 năm 2008; nó được đăng nhiều kỳ trên tạp chí LaLa hàng tháng kể từ ngày 24 tháng 7 năm 2007. Các chương được tập hợp thành ba mươi hai tập tankōbon.
Bộ manga được cấp phép bằng tiếng Anh ở Bắc Mỹ bởi Viz Media, với tập đầu tiên được xuất bản vào tháng 1 năm 2010. Nó cũng được cấp phép bằng tiếng Pháp bởi Delcourt, ở Hàn Quốc bởi Haksan, ở Đài Loan bởi Tong Li, ở Thái Lan bởi Nhà xuất bản Bongkoch, ở Đức bởi Egmont Manga & Anime, ở Ý bởi Panini Comics, ở Việt Nam bởi Nhà xuất bản Trẻ, ở Nga bởi XL Media và ở Ba Lan bởi Studio JG.
Ngoài ra, fanbook được xuất bản vào ngày 5 tháng 1 năm 2009, và một cuốn sổ ghi chép cuốn Natsume Yūjin-chō được xuất bản vào ngày 3 tháng 7 năm 2009.

### Anime
Natsume Yūjin-chō đã được chuyển thể thành phim truyền hình dài tập anime, do Takahiro Omori đạo diễn và phát sóng trên TV Tokyo. Brain's Base sản xuất cho bốn mùa đầu tiên, trong khi Shuka làm hoạt hình cho mùa năm trở đi. Mùa đầu tiên dài 13 tập được phát sóng từ ngày 8 tháng 7 đến ngày 30 tháng 9 năm 2008; mùa thứ hai dài 13 tập, Zoku Natsume Yūjin-chō (続 夏目友人帳, "Natsume's Book of Friends (Continuation)"), được phát sóng từ ngày 6 tháng 1 đến ngày 31 tháng 3 năm 2009; mùa thứ ba dài 13 tập, Tsume Yūjin-chō San (夏目友人帳 参), được phát sóng từ ngày 5 tháng 7 đến ngày 27 tháng 9 năm 2011; mùa thứ tư dài 13 tập, Natsume Yūjin-chō Shi (夏目友人帳 肆), được phát sóng từ ngày 3 tháng 1 đến ngày 27 tháng 3 năm 2012; mùa thứ năm dài 11 tập, Tsume Yūjin-Chō Go (夏目友人帳 伍), được phát sóng từ ngày 5 tháng 10 đến ngày 21 tháng 12 năm 2016; mùa thứ sáu gồm 11 tập, Tsume Yūjin-chō Roku (夏目友人帳 陸), được phát sóng từ ngày 12 tháng 4 đến ngày 21 tháng 6 năm 2017. Vào tháng 7 năm 2023, đã có thông báo rằng sê-ri sẽ có mùa thứ bảy, dự kiến ra mắt vào quý 4 năm 2024 trên TV Tokyo.

### Drama CD
Natsume Yūjin-chō đã được chuyển thể thành một bộ gồm ba CD phim truyền hình, được phân phối dưới dạng phần bổ sung cho các số báo của LaLa.
1. LaLa Treasure Drama CD (Tháng 10 năm 2007)
2. CD kịch xuất sắc LaLa (tháng 11 năm 2008)
3. LaLa Double Premiere Drama CD (tháng 5 năm 2009)

### Phim điện ảnh
Gekijōban Natsume Yūjin-Chō: Utsusemi ni Musubu được chiếu tại rạp vào ngày 29 tháng 9 năm 2018.
Bộ chiếu rạp thứ hai, có tựa đề Natsume Yūjin-Chō: Ishi Okoshi to Ayashiki Raihōsha, được chiếu vào ngày 16 tháng 1 năm 2021. Phim bao gồm hai câu chuyện, "Ishi Okoshi" và "Ayashiki Raihōsha". Dàn nhân sự chính và dàn diễn viên của phần phim trước đã quay trở lại để tiếp tục vai diễn của họ với sự bổ sung của Hisako Kanemoto với tư cách khách mời.

### Khác
Một video hoạt hình gốc (OVA) có tựa đề Itsuka Yuki no Hi ni (いつかゆきのひに) được phát hành vào ngày 5 tháng 2 năm 2014, với dàn nhân sự và dàn diễn viên của các phần anime trước sẽ quay trở lại. BD/DVD bao gồm hai đĩa, đĩa thứ hai chứa một đoạn clip về sự kiện âm nhạc "Sound Theater x Natsume Yuujinchou ~ Tsudoi Ongeki no Shou~" được tổ chức vào ngày 28 tháng 9 năm 2013 năm trước.
Các album nhạc phim riêng biệt cho hai mùa được Sony Music phát hành tại Nhật Bản lần lượt vào ngày 24 tháng 9 năm 2008 và ngày 18 tháng 3 năm 2009. Các ca khúc chủ đề mở đầu và kết thúc của anime cũng được phát hành bởi Sony Music. Với tư cách là đĩa đơn, "Issei no Sei" đạt thứ hạng cao nhất là thứ 48 trên bảng xếp hạng đĩa đơn Oricon, "Natsu Yūzora" đạt thứ 27, và "Ano Hi Time Machine" đạt vị trí thứ 38. "Aishiteru" không được phát hành dưới dạng đĩa đơn mà thay vào đó được đưa vào album mang tên Uta no Hibi của Kourin (Còn được gọi là Callin').

## Đón nhận
Kể từ tập thứ năm của bộ truyện, các tập riêng lẻ đã lọt vào danh sách manga bán chạy nhất tại Nhật Bản. Tập 5 được xếp ở vị trí thứ 8 trên bảng xếp hạng trong tuần từ ngày 4 đến ngày 10 tháng 3 năm 2008; Tập 6 đứng thứ 5 trong tuần từ ngày 8 đến ngày 14 tháng 7 năm 2008; Tập 13 đã đạt thành tích tốt nhất trong số các tập cho đến nay, đứng trên bảng xếp hạng trong ba tuần liên tiếp (số 2 trong tuần từ ngày 2 đến ngày 8 tháng 1 năm 2012, số 4 trong tuần từ ngày 9 đến ngày 15 tháng 1 năm 2012, sau đó tụt xuống vị trí thứ 19 vào tuần sau). Đến tháng 2 năm 2022, manga đã bán được hơn 16 triệu bản. Đến tháng 9 năm 2023, manga đã có hơn 17 triệu bản được lưu hành.
Natsume Yūjin-chō là một trong mười hai tác phẩm lọt vào vòng chung kết của giải thưởng Manga Taishō đầu tiên năm 2008.
Cả anime và manga đều được chú ý nhờ chủ đề và cách trình bày lạc quan.